# Фосфатидилсерин
Фосфатидилсерин — фосфорорганическое соединение, производное фосфорной кислоты, в котором атом водорода замещён на остаток серина, относится к фосфолипидам. Является компонентом внутреннего слоя плазматической мембраны.

## Распространение
Из общего количества фосфолипидов, обнаруженных в организме человека, фосфатидилсерин составляет менее 10%. В организме человека находится приблизительно 30 г фосфатидилсерина, причем около половины этого количества (13 г) присутствует в тканях головного мозга. В головном мозге фосфатидилсерин составляет 15% от общего пула фосфолипидов.

## Биологическая роль

### Роль в апоптозе
В клеточных мембранах фосфатидилсерин за счёт постоянной активности флиппаз локализуется только на цитозольной стороне липидного бислоя. Появление фосфатидилсерина на наружной стороне клетки может служить индикатором апоптоза, при этом такие клетки поглощаются фагоцитами.

## Поступление в организм
Фосфатидилсерин поступает в организм человека в основном с пищей. До введения запрета на употребление их в пищу из-за коровьего бешенства, блюда из говяжьих мозгов служили главным источником фосфатидилсерина. Фосфатидилсерин присутствует в мясе и рыбе. Небольшое количество фосфатидилсерина есть в молочных продуктах и в овощах. Хорошими источниками фосфатидилсерина также являются белая фасоль и соевый лецитин . По статистическим оценкам среднесуточное потребление фосфатидилсерина (PS) с пищей в западных странах, сейчас составляет 130 мг.

## Применение
Используется как биологически активная добавка к пище.

## Польза для здоровья

### Память и когнитивные способности
Существует 16 научных исследований, демонстрирующих эффект фосфатидилсерина на снижение симптомов деменции или нарушение когнитивных функций. 
В мае 2003 года Управление по санитарному надзору за качеством пищевых продуктов и медикаментов США (FDA) одобрило так называемое «Заявление о пользе для здоровья»  («Qualified health claim») в отношении фосфатидилсерина, что позволяет производителям на территории США указывать на этикетках, что "потребление фосфатидилсерина может снизить риск развития деменции и когнитивных нарушений у пожилых людей". Однако данное заявление пока должно сопровождаться оговоркой, что «весьма ограниченные, и предварительные научные исследования показывают, что фосфатидилсерин может уменьшить риск когнитивной дисфункции у пожилых людей», поскольку Управление посчитало, что в научном сообществе всё еще нет однозначного мнения по этой теме, а большинство исследований были сделаны с использованием фосфатидилсерина полученного из коровьего мозга, а не соевого фосфатидилсерина, который сейчас используется.

### Спортивные достижения и восстановление после нагрузок
Исследования показали, что у спортсменов фосфатидилсерин повышает результаты , улучшает гормональный ответ на стресс, вызванный физической нагрузкой , и снижает повреждения мышц. 
У велосипедистов, тяжелоатлетов, гольфистов и бегунов на выносливость фосфатидилсерин является эффективным дополнением для борьбы с упражнения-индуцированным стрессом путём сдерживания роста уровня катаболического гормона кортизола . 
Добавка фосфатидилсерина способствует формированию необходимого для спортсменов гормонального баланса и, возможно, ослабляет физиологический износ, который сопровождает перетренированность и/или перенапряжение. 
В недавних исследованиях было показано, что фосфатидилсерин улучшает настроение в группе молодых людей во время психического стресса, а также повышает точность у гольфистов за счет увеличения стрессоустойчивости.

### Дозировка
Эффективные дозировки в спортивных исследованиях варьируются от 300 до 800 мг фосфатидилсерина в день в течение короткого времени приема (10-15 дней). Эффективная доза для борьбы с ментальным стрессом, который тесно связан с физическим – 300 мг фосфатидилсерина в день в течение 30 дней. В долгосрочных исследованиях, изучающих эффект фосфатидилсерина на когнитивные функции, использовалась доза  100 мг в день.
Исследования показали, что ежедневный прием фосфатидилсерина пожилыми людьми в количестве по 200 мг трижды в день признан безопасным.